# Vilém Marzin
Vilém Marzin (* 11. prosince 1930) je bývalý český fotbalový brankář. Po skončení aktivní kariéry působil v letech 1966–1971 jako trenér ženského týmu Slavie Praha. Patří k průkopníkům českého ženského fotbalu.

## Fotbalová kariéra
V československé lize hrál za Spartak Praha Stalingrad a Spartak Praha Sokolovo. Chytal v 15 ligových utkáních.

## Ligová bilance
| Ročník          | Zápasy | Góly | Minuty | Nuly | Klub                     |
| --------------- | ------ | ---- | ------ | ---- | ------------------------ |
| I. liga 1954    | 11     | 0    | –      | –    | Spartak Praha Stalingrad |
| I. liga 1958/59 | 4      | 0    | 360    | 0    | Spartak Praha Sokolovo   |
| CELKEM          | 15     | 0    | –      | –    |                          |